# 松平容衆
松平 容衆（まつだいら かたひろ）は、江戸時代後期の大名。陸奥国会津藩7代藩主。官位は従四位下・侍従兼肥後守、左近衛権少将。会津松平家7代。

## 生涯
6代藩主・松平容住の次男として誕生。父が早世したため、4歳で家督を相続する。文化10年（1813年）には11代将軍・徳川家斉に拝謁し、従四位下・侍従・肥後守に叙任、ついで文化13年（1816年）には左近衛権少将となる。
文政5年（1822年）に20歳で死去した。
嗣子がなく、松平義和が高須松平家相続前にもうけた三男で、水戸徳川家から極秘に引き取られ、弟ということになっていた容敬が家督を相続した。これは14年前に死去した家老田中玄宰が万一容衆が早世した場合の断絶を恐れての緊急処置であった。
このため、公式上は容敬まで続くことになる徳川秀忠の男系は、実際には容衆の死により完全に断絶した。

## 容衆の代の家臣
文政年間の武鑑に掲載される容衆の代の主要家臣は以下のとおり。
【家老、若年寄など】
簗瀬三左衛門、西郷頼母、田中志摩、内藤助右衛門、井上兵馬、諏訪伊助、丹羽織之丞、原田又助、神保内蔵助、北原出雲、山崎小助
【用人】
西川治右衛門、土屋長蔵、高津伝吾、一柳新三郎、上田伝治、広川刀四郎、倉沢平次右衛門、荒川登、竹本新左エ門、井深内記、梁瀬幾之進、春日矢柄、大原六太夫
【城使】
相沢平右衛門、赤羽清次、三宅多門

## 系譜
父母
- 松平容住（父）
- 石川氏 ー 側室（母）

正室
- 元姫、貞鑑院 ー 徳川家斉の十五女

養子
- 松平容敬 ー 公式上は実弟だが実は松平義和の三男